# Szekszárdi mise
A Szekszárdi mise (vagy Férfikari mise) Liszt Ferenc férfikarra és férfi szóló énekesekre írt, orgonakíséretes miséje. Első változatát 1848-ban, második változatát 1869-ben komponálta. Bemutatói 1852-ben Weimarban, illetve 1872-ben Jénában voltak. A változatok nyomtatásban 1853-ban, 1869-ben és 1870-ben jelentek meg. A mise műjegyzékszáma S.8.

## A mű születése
Liszt behatóan tanulmányozta a 16. századi mesterek, elsősorban Palestrina és Lassus egyházzenei munkásságát. Jóbarátjának, Augusz Antal bárónak, 1855. január 27-én írt levelében arról számolt be, hogy „…csak úgy, a véletlenre bízva magam, néhány éve (Breitkopf és Härtelnél, Lipcsében) kiadtam egy férfikari misét orgonakísérettel, egy Pater nostert meg egy Ave Mariát, hogy belső, szívbéli szükségletemnek eleget tegyek, mert ez számomra előbbre való bizonyos külső előnyöknél”. Ez volt Liszt első miséje, amit egy másik, Carolyne zu Sayn-Wittgenstein hercegnőnek írt levelében „messe grégorienne”-nek nevezett, a benne felhasznált gregorián dallamok okán. Ennek a misének az átdolgozott változatát ajánlotta fel Liszt később, 1869-ben, az újonnan épült szekszárdi újvárosi templom felavatására. Ezt a Liszt szavaival „lényegesen javított és egyszerűsített”  miseváltozatot nevezzük ma Szekszárdi misének (annak ellenére, hogy ezt a misét Liszt életében elő sem adták a városban). Liszt tulajdonképpen egy vadonatúj misét akart komponálni a templom felszentelésére („ma messe Sexardique”), amit Augusznál, Szekszárdon akart megírni, de ez a terve végül időhiány miatt nem valósult meg. A templom felszentelésekor, 1868. szeptember 25-én, a Magyar koronázási mise részleteit adta elő a Budai Dalárda.  A Szekszárdi misét a városban csak csak 1978-ban, Augusz Antal halálának 100. évfordulóján adták elő.
Az első, Missa quattuor vocum ad aequales concinente organo című miséjét, amelyre Augusznak írt levelében hivatkozott, Liszt 1848-ban írta. Ezt a misét 1852. augusztus 15-én mutatta be a weimari katolikus templomban, mégpedig a Francia Köztársaság elnöke, Charles-Louis Napoléon Bonaparte, a későbbi III. Napóleon francia császár tiszteletére (Liszt és Napoléon kölcsönösen tisztelték és nagyra tartották egymást). Az első misét Liszt legközelebb 1969-ben vette elő, és átdolgozva akarta Szekszárdon bemutatni. Az első, a kórus és a szólisták számára kihívást jelentő változathoz képest egyszerűsítette a férfikar feladatát (a szekszárdi dalárdával akarta előadatni), az énekesek szólamán is könnyített, de még az orgonaszólamot is lazábbra vette, ami elsősorban a kíséretet adja, viszonylag kevés tematikus anyagot játszik. Mindezzel a miséjét a templomi ideálhoz, a napi templomi gyakorlathoz közelítette, a hossza is csak mintegy félórás. Érdekes, hogy a Szekszárdi mise 1848-as és 1869-es változata az első és az utolsó Liszt miséinek sorában.
A mű szekszárdi előadására tehát nem került sor, de ezt a változatot Liszt pár évvel később bemutatta Jénában, 1872. június 26-án. Ezt a változatot Messe pour voix d’hommes címmel 1869-ben a Repos kiadó jelentette meg (ajánlása Albach, eszterházi ferences rendi páternek szólt), illetve Messe für Mannerchor címmel 1870-ben a lipcsei Breitkopf und Härtel adta ki.

## A zene
A Szekszárdi mise közreműködői: négyszólamú férfikar, tenor 1, tenor 2, basszus 1, basszus 2 szóló, orgona. A mise hattételes, a miserend szerinti tételekkel:
1. Kyrie
A kezdőtétel háromrészes, c-mollban indul, majd C-dúrban zár. Az első és a harmadik szakaszt a férfikar, a középső részben a „Christe eleison”-t a szólisták éneklik.
2. Gloria
A Gloria több szakaszból álló, visszatéréses jellegű forma. A tétel szakaszait egyrészt a Lisztnél a keresztet szimbolizáló szó-lá-dó gregorián kezdőtéma és a felugró kisszeptimmel induló, gyakran fel-feltűnő motívum fűzi össze. A tételben a Lisztnél meglehetősen ritkán előforduló fúgaszerű feldolgozás is található.
3. Credo
A Credo, a Gloriához hasonlóan visszatérő jellegű tétel. Az ősi Credo-témát a kórus adja elő, a következő „Qui propter” szakaszt pedig a négy szólista énekli. A „Crucifixus” ismét a kórusé (itt is fúgaszerű megoldással), majd a visszatérés az „Et in Spiritum Sanctum” szavaknál kezdődik.
4. Sanctus
A tételt a négy szólista adja elő. Kétféle téma adja zenei anyagát: az egyre emelkedő dallamú „Sanctus” és a „Hosanna”, illetve az ereszkedő „Pleni sunt caeli et terra”.
5. Benedictus
A Sanctus és a Benedictus az első változatban még összefüggő tétel volt, de Szekszárdi misében is szerves egységet alkotnak. A „Hosanna” unisono mixolíd kórusdallamon szól, majd a közepén visszatér a Sanctus emelkedő vonalú témája.
6. Agnus Dei
Az Agnus Dei két, ellentétes karakterű részből áll. A tétel első felét a négy szóló énekli, és magyaros színezetű h-frígben íródott. A tétel második fele gregorián dallamra épül, a kórus és a szólók váltják egymást.